# Long Qingquan
Long Qingquan (en xinès tradicional: 龍清泉; xinès simplificat: 龙清泉; pinyin: Lóng Qīngquán) (3 de desembre de 1990, Longshan, República Popular de la Xina 1990) és un aixecador xinès, guanyador d'una medalla olímpica.

## Carrera esportiva
Va participar, als 17 anys, en els Jocs Olímpics d'Estiu de 2008 realitzats a Pequín (República Popular de la Xina), on va aconseguir guanyar la medalla d'or en la prova masculina de pes gall (-56 kg.) a l'aixecar un pes de 292 quilos. Va participar en els Jocs Olímpics d'Estiu de 2016 realitzats a Rio de Janeiro (Brasil), on va aconseguir novament guanyar la medalla d'or en la mateixa categoria.
Al llarg de la seva carrera ha guanyat quatre medalles en el Campionat del Món d'halterofília, una d'elles d'or. Té dos rècords mundials júniors en la categoria de -56 kg masculí.